# Araneosa columellata
Araneosa là một chi nấm trong họ Agaricaceae. Đây là chi đơn loài, chứa một loài Araneosa columellata.